# Arnold Bouka Moutou
Arnold Bouka Moutou (Reims, 28 de novembro de 1988) é um futebolista profissional congolês que atua como defensor.

## Carreira
Arnold Bouka Moutou representou o elenco da Seleção Congolesa de Futebol no Campeonato Africano das Nações de 2015. Após passar em primeiro no Grupo A, a Seleção foi eliminada logo na fase seguinte pela República Democrática do Congo por 4–2